# Тодд, Питер
Питер Тодд — известная фигура в мире блокчейна и криптовалют. Он является консультантом по децентрализованному алгоритму консенсуса и разработчиком Bitcoin Core.
В документальном фильме телекомпании HBO «Электрические деньги: Тайна биткоина» (en:Money Electric: The Bitcoin Mystery) о Сатоси Накамото режиссёра Каллена Хобака назван наиболее вероятным создателем Bitcoin. Сам Тодд это категорически отрицает.
О ранней биографии предполагаемого создателя биткоина известно мало. Питер Тодд родился и вырос в Канаде, в 2011 году окончил Онтарийский колледж искусства и дизайна в Торонто.